# Regierung
Die Regierung ist eine der höchsten Institutionen eines Staates. Sie leitet, lenkt und beaufsichtigt die Politik nach innen und außen und steht der Verwaltung eines Staates vor. Eine Regierung besteht in der Regel aus einem Regierungschef und mehreren Ministern mit jeweils eigenen Ministerien, genannt Kabinett. Sie kann aber auch aus gleichberechtigten Mitgliedern bestehen, wie in der Schweiz und in Rojava (Westkurdistan), und wird dann eher Rat genannt.
In einem präsidentiellen System wie zum Beispiel den Vereinigten Staaten ist das Staatsoberhaupt zugleich Regierungschef.
Oftmals stellt die Bezeichnung Regierung ein Synonym für die Exekutive (ausführende Gewalt) eines Staates oder staatsähnlichen Gebildes dar. Die Regierungsgewalt wird auch als Gubernative bezeichnet.

## Entwicklung

### Etymologie
Das Wort Regierung bildete sich aus dem seit dem 13. Jahrhundert gebrauchten mittelhochdeutschen regieren, welches über das altfranzösische reger aus lateinisch regere entstand. Dieses bedeutete im engeren Sinne so viel wie „richten“ bzw. „lenken“ und im weiteren Sinne „führen“, „leiten“. Heute gebrauchte verwandte Wörter desselben Ursprungs sind Regent, Regiment, Regime, Regie, Rektor und das grammatische Fachwort Rektion.
Das Regierung entsprechende angelsächsische Wort government und das französische gouvernement haben ihre Wurzeln im Begriff des gubernator, der seinen Ursprung im griechischen κυβερνήτης hat, was so viel wie „Steuermann“ bedeutet.

### Funktionswandel

#### Zur Zeit des Absolutismus
Das zentrale und leitende Organ der Staatsmacht entstand in Europa mit der Entwicklung der bürgerlichen Gesellschaft. Erste Ansätze dazu, darunter die zentralisierte Lenkung des Staates und seiner Bevölkerung mithilfe von Armee, Polizei, Bürokratie, Richterstand usw. fanden sich schon in der Absoluten Monarchie. Obwohl die absolutistischen Monarchen durch die Zentralisierung der Regierungsfunktionen ihre Position stärkten, begaben sie sich dadurch gleichzeitig in finanzielle Abhängigkeit von den Handwerkszünften und dem sich in seiner Entstehung befindenden Bürgertum.

#### In der Moderne
In den meisten europäischen Sprachen umfasste der Regierungsbegriff bis zur zweiten Hälfte des 19. Jahrhunderts die umfassende Ausübung der Staatsgewalt. Aufgabe der Regierung war es, nicht nur den Staat, sondern die gesamte Gesellschaft zu lenken. Mit der Entstehung der liberalen Verfassungsstaaten setzte sich die Idee der gesellschaftlichen Eigensteuerung durch. Die Aufgabe der Regierung beschränkte sich von da an mehr und mehr auf die Außenpolitik und die staatsorganisatorische Tätigkeit des Gesetzesvollzugs. Im Unterschied zur rein gesetzesabhängigen Verwaltung wurde die Regierung dabei vorwiegend administrativ tätig.

## Weitere Begriffsverwendungen
In den Bundesländern Deutschlands nennt man die auf der Ebene der Regierungsbezirke gebildete Mittelbehörde der staatlichen Verwaltung Regierungspräsidium oder Bezirksregierung. In Bayern heißt diese Behörde schlicht Regierung, zum Beispiel die Regierung von Oberbayern.
Eine Notregierung ist in großen Krisenzeiten (Krieg/Katastrophen) eine stark eingeschränkte Regierung eines Landes (siehe Regierungsbunker).

## Zustandekommen einer Regierung
Eine Regierung kann je nach Herrschaftsform unterschiedlich zustande kommen:
- durch Wahlen oder Ernennung: Demokratie, Aristokratie, Plutokratie, Monarchie
- durch Ernennung oder Vererbung: Autokratie, Aristokratie, Monarchie
- durch Gewalt: Autokratie (z. B. Militärdiktatur)

Die Wählbarkeit eines Regierungsmitglieds kann von bestimmten Voraussetzungen abhängig sein. Solche Kriterien können sein: das Lebensalter (Demokratie), das Geschlecht (Demokratie), der Besitzstand (Plutokratie), die Abstammung (Aristokratie, Monarchie).
In der theoretisch vorstellbaren Anarchie gäbe es keine Regierung sowie keine Hierarchie, sondern Selbstorganisation und Selbstverwaltung.
In Deutschland kommt die Bundesregierung in einem zweistufigen Verfahren zustande. Zuerst wird der Bundeskanzler vom Bundespräsidenten gegenüber dem Bundestag zur Wahl vorgeschlagen. Dabei richtet er sich üblicher-, aber nicht notwendigerweise nach dem Wunschkandidaten der stärksten Koalitionspartei. Ist ein Bundeskanzler gewählt, bestimmt dieser die restlichen Mitglieder der Regierung (Bundesminister), welche vom Bundespräsidenten ernannt werden müssen (Art. 63 und Art. 64 GG).
In Österreich werden gemäß Art. 70 B-VG der Bundeskanzler und auf dessen Vorschlag die restlichen Mitglieder der Bundesregierung vom Bundespräsidenten ernannt. Spricht der Nationalrat der Regierung oder einzelnen ihrer Mitglieder das Misstrauen aus, hat der Bundespräsident diese sofort ihres Amtes zu entheben. Darüber hinaus kann das Staatsoberhaupt einzelne Bundesminister auf Vorschlag des Bundeskanzlers oder die gesamte Regierung nach eigenem Ermessen entlassen.
In der Schweiz wird die Regierung auf Bundesebene von den vereinigten zwei Kammern des Parlaments gewählt, in den Kantonen vom Volk; siehe Politisches System der Schweiz#Bundesebene und Politisches System der Schweiz#Kantonale Ebene.
In den Niederlanden hatte der König bzw. die Königin bis 2012 die Aufgabe, nach einer Wahl ohne eine absolute Mehrheit für eine Partei einen bestimmten Politiker mit der Regierungsbildung zu beauftragen. Nach langer Debatte beschloss das niederländische Parlament 2012, ihm/ihr diese Rolle zu nehmen.
In Italien beauftragt nach einer Parlamentswahl der italienische Staatspräsident einen Politiker mit der Regierungsbildung (siehe auch Politisches System Italiens).
In Griechenland ist das Prozedere wie folgt: Die Partei, die bei einer Parlamentswahl die meisten Stimmen bekommen hat, bekommt als erste drei Tage Zeit zur Bildung einer Regierung. Scheitert sie, bekommt die zweitstärkste Partei drei Tage Zeit usw. Dieses Prozedere fand nach der griechischen Parlamentswahl am 6. Mai 2012 international große Beachtung. Die Führer der drei größten Parteien scheiterten nacheinander. Danach führte Staatspräsident Karolos Papoulias gemäß der Verfassung letzte Gespräche mit den Chefs aller Parteien, um sie möglichst doch noch zu einer Regierungsbildung zu bewegen. Da dies nicht gelang, rief er Neuwahlen aus (diese fanden am 17. Juni 2012 statt).
Großbritannien: siehe Politisches System des Vereinigten Königreichs. (Wegen des Mehrheitswahlrechts im Vereinigten Königreich gibt es meist klare Mehrheiten. 2010 bildete sich zum ersten Mal seit langem eine Koalitionsregierung, siehe Kabinett Cameron I.)

## Formen und Funktionsweisen
Regierungen lassen sich nach unterschiedlichen Kriterien klassifizieren. Man unterscheidet sie 
nach dem Staatsaufbau:
- Europäische Kommission (in der Europäischen Union)
- Zentralregierung (in einem Zentralstaat)
- Bundesregierung (in einem Bundesstaat)
- Landesregierung (in einem Bundesland) beziehungsweise Kantonsregierung (in einem Kanton)

nach der Machtverteilung gegenüber den Legislativorganen:
- Versammlungsregierung (das Parlament regiert selbst)
- Parlamentarisches Regierungssystem (Regierung abhängig vom Parlament)
- Semipräsidentielles Regierungssystem (Regierung abhängig von Parlament und Staatsoberhaupt)
- Präsidentielles Regierungssystem (unabhängig vom Parlament)

in einem parlamentarischen Regierungssystem nach dem Partizipationsgehalt der Parlamentarier in der Regierung:
- Die Alleinregierung stellt die alleinige Regierung einer Partei dar.
- Als Mehrheitsregierung hält die regierende Partei oder Koalition die absolute Mehrheit im Parlament.
- Als Minderheitsregierung hält sie diese nicht, wird aber, entweder grundsätzlich oder je nach Sachfrage, von Abgeordneten toleriert oder geduldet, um die absolute Mehrheit zu erlangen.
- Die Konzentrationsregierung enthält Vertreter aller Parlamentsparteien.
- Die Koalitionsregierung ist die Zusammenarbeit zweier, oder mehrerer, aber nicht aller Parteien, die dadurch eine absolute Mehrheit erreichen.

Außer bei der Versammlungsregierung ist die Regierung auch im parlamentarischen System kein exekutiver Ausschuss des Parlaments, sondern ein eigenständiges Organ, das seine Entscheidungen eigenverantwortlich trifft.
Die Organisation innerhalb der Regierung kann
- monokratisch (der Regierungschef hat das letzte Wort bzw. ist einziges Regierungsmitglied, sog. Präsidial- oder Kanzlerregierung) oder
- kollegial (das Kabinett entscheidet im Zweifelsfall gemeinsam) sein.

In der Präsidialregierung hat der Regierungschef eine überragende Macht gegenüber den Ressortleitern. Diese entscheiden Sachfragen nicht eigenverantwortlich. Sie sind nur Gehilfen im Rang von Staatssekretären. Beispielhaft für dieses System ist die US-amerikanische Regierung. Im Kollegial- bzw. Kabinettsystem hat jeder Minister sein eigenes Ressort, unterliegt aber den gemeinsamen Beschlüssen des Kabinetts. Der Regierungschef ist ebenfalls an die Entscheidungen gebunden, wie zum Beispiel in der deutschen Bundesregierung.
Die allgemeinen Aufgaben einer Regierung werden in der Regel durch eine Verfassung festgelegt. Eine neue Regierung verkündet ihre Vorhaben häufig in Form einer Regierungserklärung. Teilweise wird ihr dabei eine 100-Tage-Frist gewährt, um sich einzugewöhnen, bevor sie bewertet wird.